# Braunsapis madecassa
Braunsapis madecassa là một loài Hymenoptera trong họ Apidae. Loài này được Benoist mô tả khoa học năm 1954.